# Pèptid relacionat amb BRINP2
El pèptid relacionat amb BRINP2 (BRP) és un pèptid desenvolupat a Stanford que mostra una acció contra l'obesitat similar a la semaglutida. Ho fa sense pèrdua muscular ni ansietat significativa i sense afectar el moviment intestinal quan s'administra a ratolins i porcs. BRP estimula principalment els receptors a l'hipotàlem i és coherent amb l'activació de GPCR que condueix a l'estimulació de l'activitat CREB i Fos a les cèl·lules neuronals.
BRP és un pèptid derivat de la proteïna BRINP2, corresponent als aminoàcids 386–397 (THRILRRLFNLC) de BRINP2.  Aquest pèptid de 12 aminoàcids està flanquejat per llocs de reconeixement KK i KR dins de la proteïna BRINP2, que són escindits per proproteïna convertases per alliberar el pèptid. La BRP s'ha detectat en el líquid cefalorraquidi humà mitjançant espectrometria de masses. A més, BRP experimenta una amidació C-terminal, donant lloc a la seqüència THRILRRLFNLC-NH2. La forma no amidada del pèptid està inactiva.

## Recerca recent
Els científics han descobert una molècula natural que ajuda al control de la gana i la pèrdua de pes tan bé que pot competir amb els agonistes populars de GLP-1 com Ozempic.
Funciona activant neurones particulars al cervell de manera similar als agonistes del GLP-1 (pèptid semblant al glucagó-1). La diferència entre els dos pèptids és la ruta metabòlica que fa cadascú per arribar-hi.